# Tvarditsa (Sliven)
Tvarditsa (Bulgaars: Твърдица) is een stad in het centrum van Bulgarije en het centrum van de gelijknamige gemeente Tvarditsa. Tvarditsa ligt in de oblast Sliven op de zuidelijke flanken van het Balkangebergte.

## Bevolking
Op 31 december 2019 telde de stad Tvarditsa 5.669 inwoners. Dit aantal is vrij stabiel gebleven sinds 2011, maar een drastische afname vergeleken met 7.798 inwoners in 1965.
De gemeente Tvarditsa, inclusief de negen nabijgelegen, telde 13.270 inwoners op 31 december 2019.
| Jaar               | 1934   | 1946   | 1956   | 1965   | 1975   | 1985   | 1992   | 2001   | 2011   | 2019   |
| stad Tvarditsa     | 3.489  | 4.593  | 5.711  | 7.798  | 7.488  | 7.185  | 7.196  | 6.001  | 5.667  | 5.669  |
| gemeente Tvarditsa | 12.057 | 13.944 | 16.434 | 19.618 | 18.066 | 17.218 | 17.215 | 14.927 | 13.804 | 13.270 |

### Bevolkingssamenstelling
Volgens de volkstelling van 2011 vormden etnische Bulgaren de grootste bevolkingsgroep in de stad Tvarditsa. Zij vormden zo’n 89% van de respondenten, oftewel 4.841 personen. De grootste en snelstgroeiende minderheid vormden de Roma met zo’n 8% van de bevolking, oftewel 459 personen. De Roma woonden echter vooral buiten de stad Tvarditsa, met name in het dorp Orizari (34%), de stad Sjivatsjevo (30%) en het dorp Sborisjte (27%). Al met al vormden de Roma ruim 16% van de bevolking van de gemeente Tvarditsa (2.100 personen in totaal). In de dorpen Bjala Palanka en Zjalt Brjag wonen grote aantallen Bulgaarse Turken van zo’n 920 respectievelijk 234 personen. In totaal werden 16 Turken in de stad Tvarditsa geteld, maar in de gemeente Tvarditsa leefden er 1.287 Turken.

## Afbeeldingen

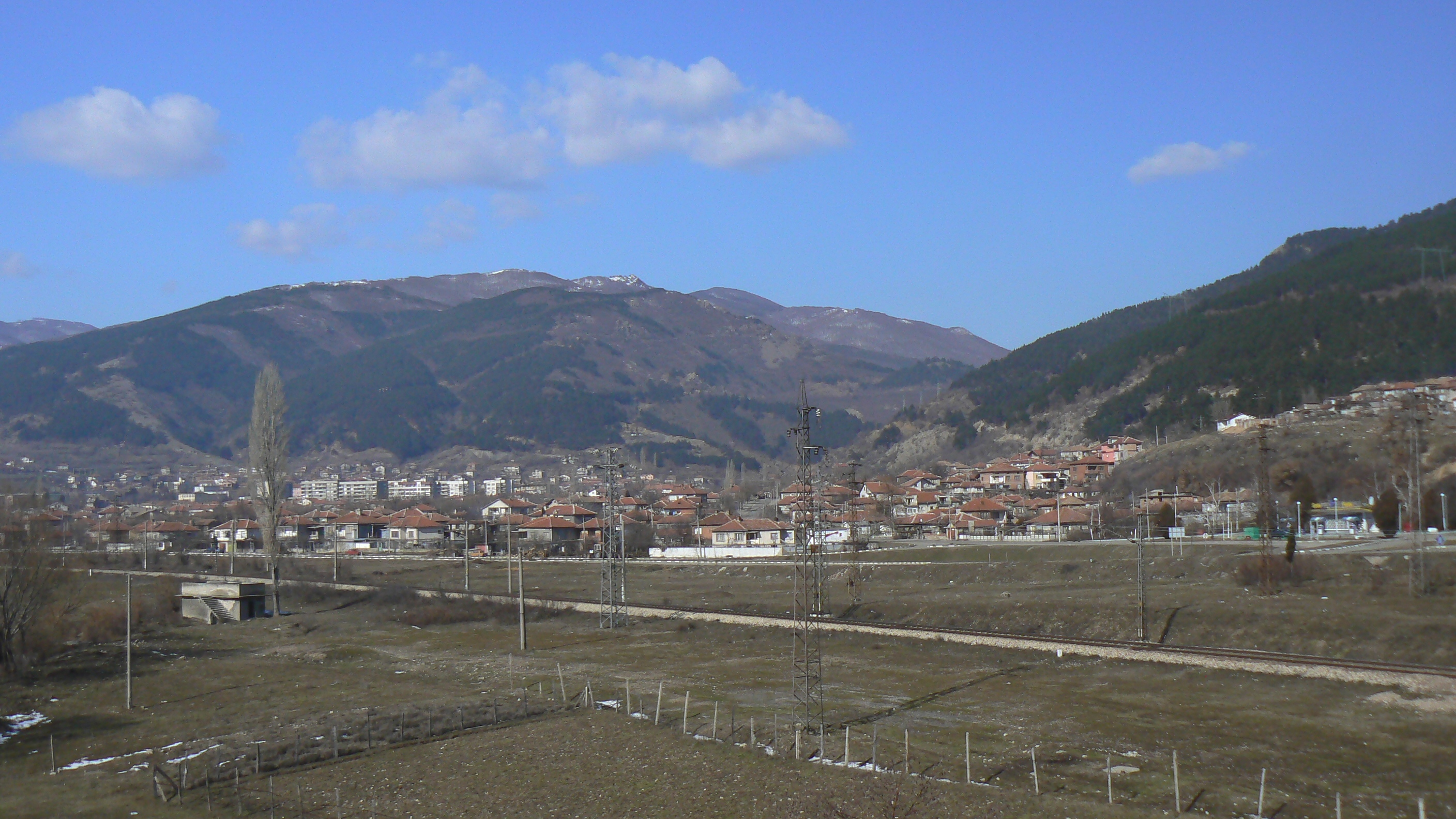
Uitzicht op het dorp
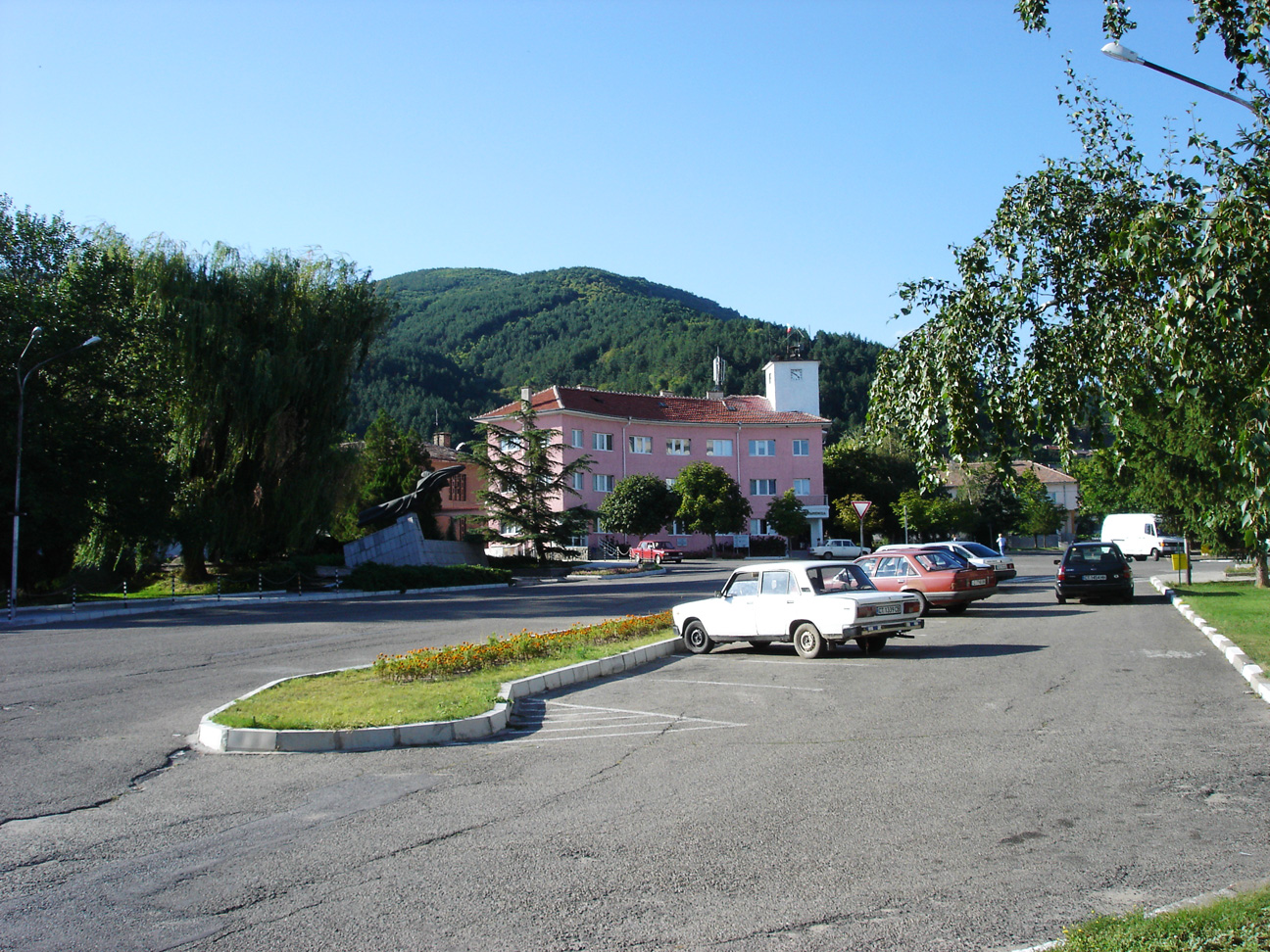
Centrum met het gemeentehuis
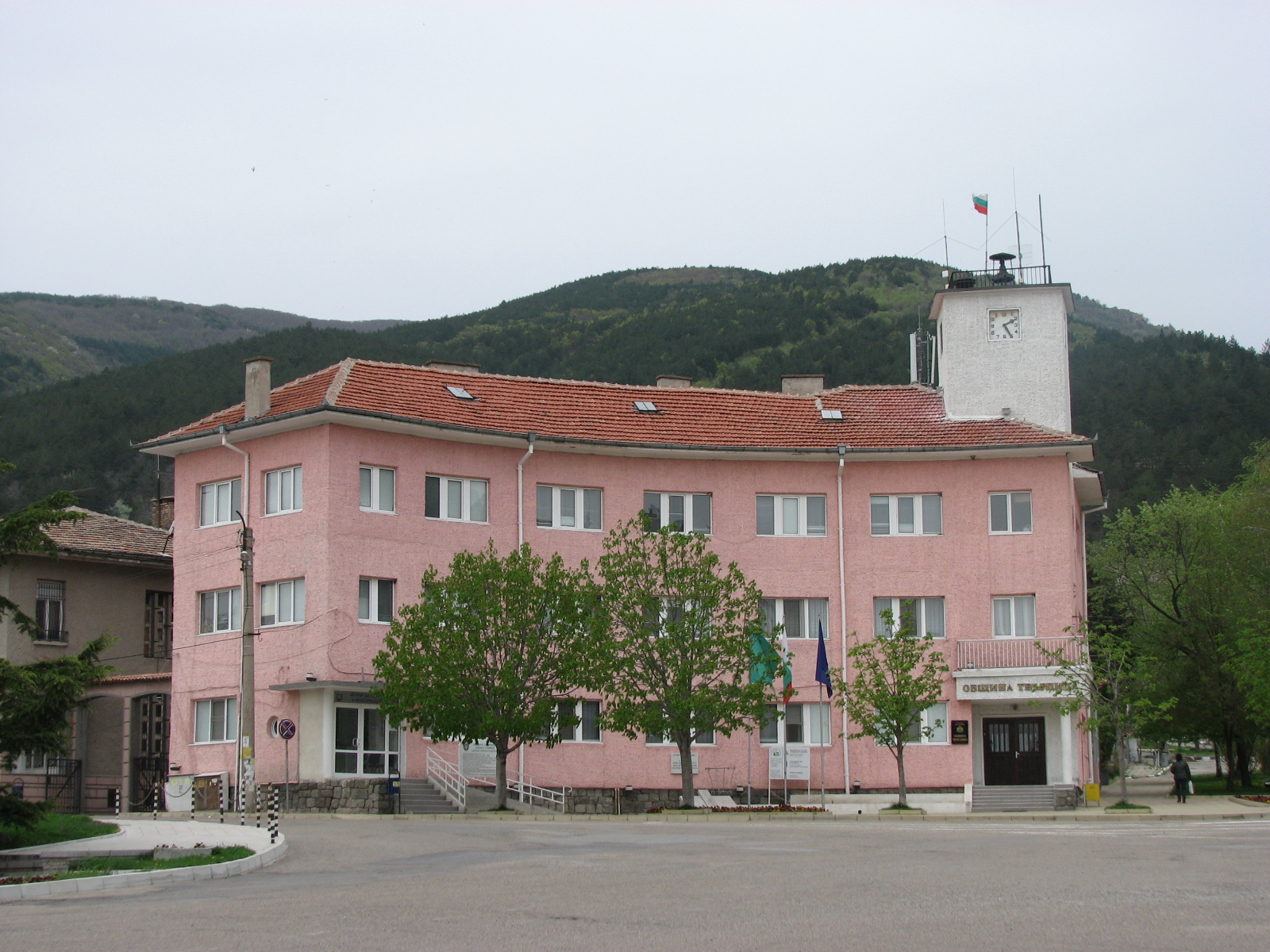
Het gemeentehuis
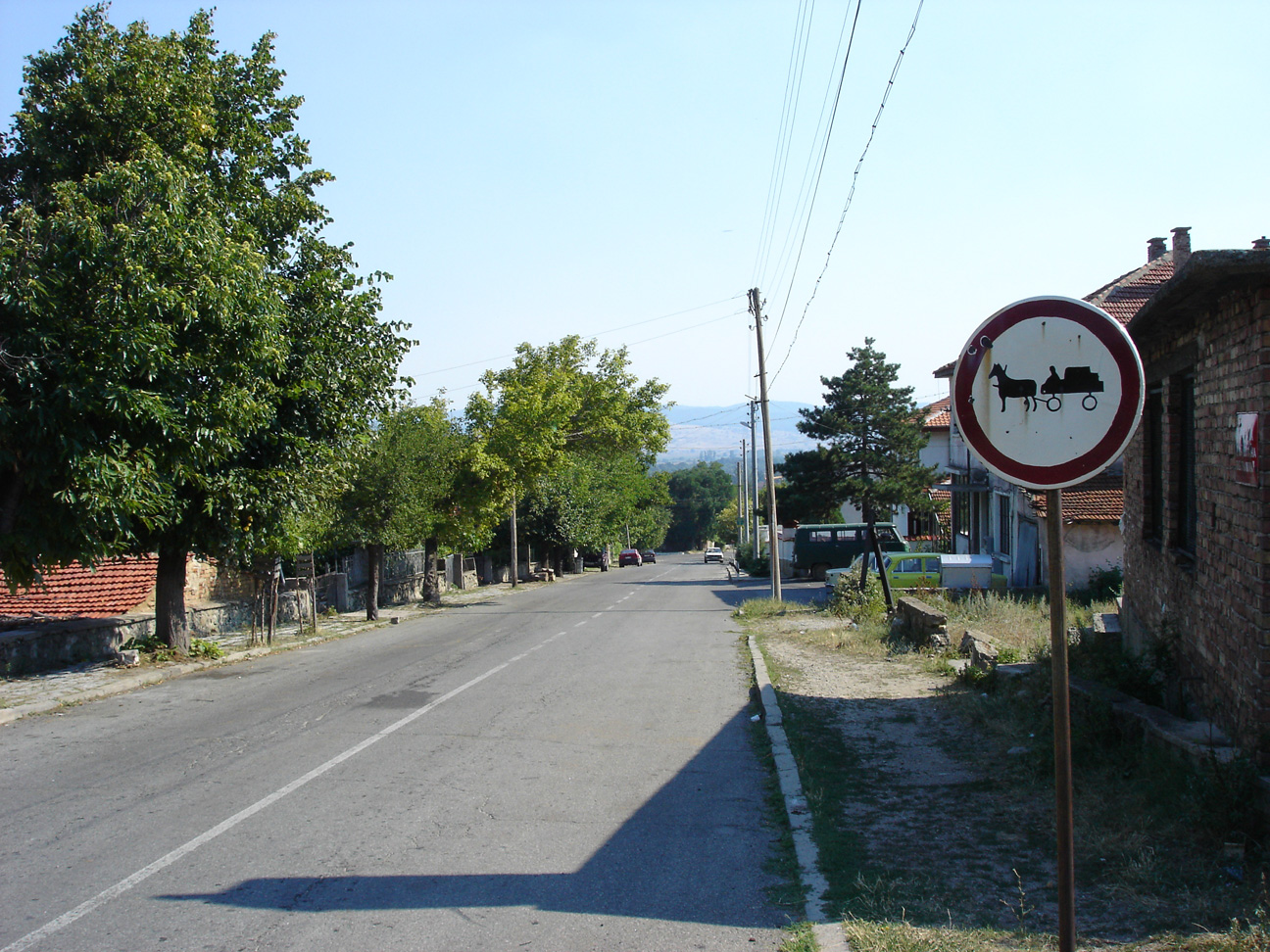
De doorgangsstraat Elinski prochod
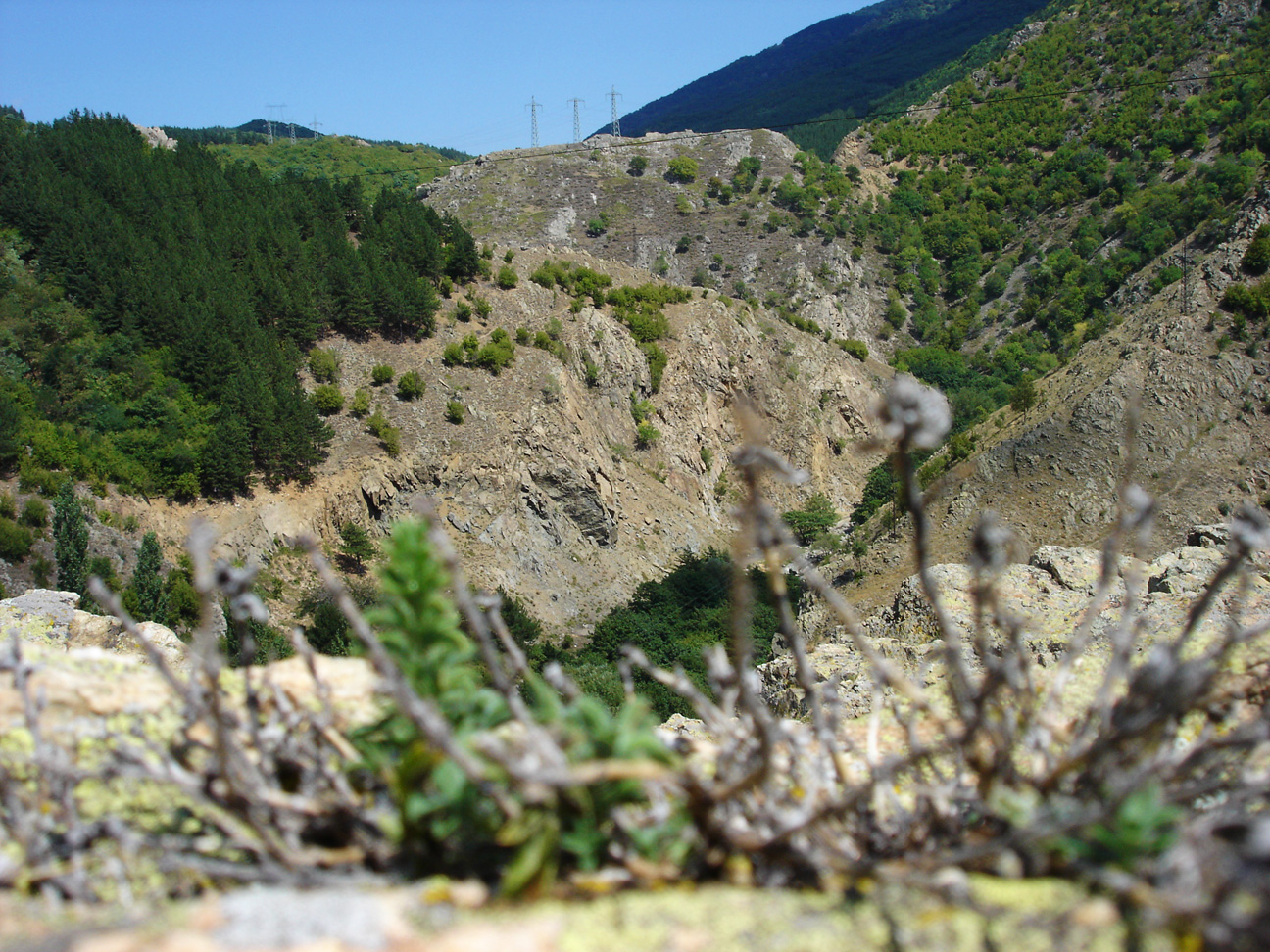
De nabijgelegen heuvels
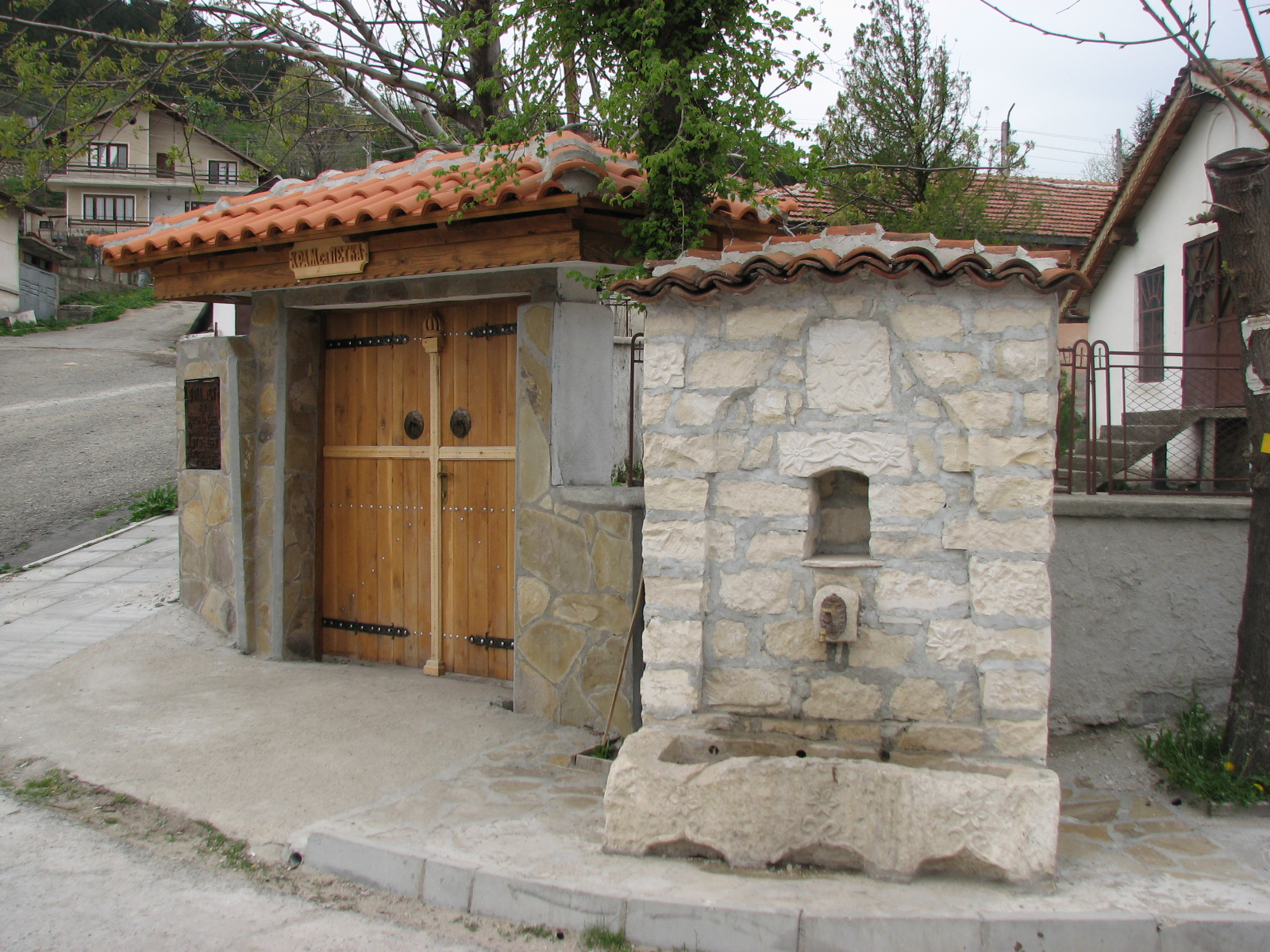
Ingang van de Sint Petkakerk

Kotel ·
Nova Zagora ·
Sliven ·
Tvarditsa